# Chi Cọ núi
Chi Cọ núi (danh pháp khoa học: Trachycarpus) còn được gọi là chi Tông lư (theo tiếng Trung 棕榈), là một chi của chín loài cọ thuộc họ Cau (Arecaceae) có nguồn gốc ở châu Á, từ dãy Himalaya về phía đông tới miền đông Trung Quốc. Chúng thuộc về tông cọ tán (họ Arecaceae tông Corypheae), với lá có cuống lá trần trụi và các lá chét tỏa ra thành tán hình quạt tròn. Các gốc lá tạo ra các sợi không rụng mà thông thường làm cho thân cây có bề ngoài có lông đặc trưng. Tất cả các loài đều có hoa đực và hoa cái mọc trên các cây khác nhau mặc dù các cây cọ núi cái đôi khi cũng sinh ra hoa đực và có thể tự thụ phấn.

## Các loài
- Trachycarpus fortunei - cọ cánh, cọ cảnh, cọ núi, cọ gai dầu, cọ Chu Sơn, cọ núi mini.
- Trachycarpus geminisectus - cọ lá sinh đôi
- Trachycarpus latisectus (đồng nghĩa: Trachycarpus sikkimensis) - cọ Sikkim
- Trachycarpus martianus (đồng nghĩa: Trachycarpus khasyana) - cọ Tuyết Sơn
- Trachycarpus nana (đồng nghĩa: Trachycarpus nanus) - cọ đầu rồng
- Trachycarpus oreophilus - cọ núi Thái
- Trachycarpus princeps - cọ núi Cống Sơn
- Trachycarpus takil - cọ Himalaya, cọ Kumaon
- Trachycarpus ukhrulensis - cọ núi Manipur.

## Trồng và sử dụng
Loài được trồng nhiều nhất là Trachycarpus fortunei (cọ núi, cọ Chu sơn). Nó cũng là loài cọ có thể sinh trưởng được xa nhất về phía bắc khi xét theo khu vực nuôi trồng, nó có thể phát triển tốt trong khu vực có khí hậu lạnh và ẩm ướt nhưng tương đối điều hòa như Scotland và doi đất của khu vực Alaska. Nó hay được tìm thấy trong các vườn thực vật trên các đảo British và tây bắc Thái Bình Dương của Bắc Mỹ.
Trachycarpus wagnerianus, cọ núi mini không thấy mọc hoang và hiện nay được coi là dạng nhỏ hơn của T. fortunei. Nó tương tự như loài này, ngoại trừ có tán lá nhỏ hơn. Cây lai giữa hai dạng này có kích thước trung gian và có thể sinh sản tốt.
Trachycarpus takil (cọ Himalaya/Kumaon) là loài lớn hơn tương tự như T. fortunei, được biết là chịu lạnh tốt hơn. Các loài khác ít được trồng hơn, bao gồm T. princeps, T. latisectus và T. martianus. Không có loài nào trong số này chịu lạnh giỏi như T. fortunei, T. takil hay T. wagnerianus và tất cả chúng có bề ngoài tương tự nhau, vì thế sự phổ biến của chúng cũng thấp hơn.
Tại Trung Quốc, các sợi trong thân cây Trachycarpus fortunei được thu hoạch và để làm các dây thừng tuy thô nhưng khá bền. Chính do công dụng này mà nó còn có tên gọi khác là "Cọ gai dầu".
Chi này rất phổ biến đối với những người say mê trồng cọ vì khả năng chịu lạnh, đặc biệt là trong dạng thời tiết mùa hè ẩm ướt, mát còn mùa đông tương đối không lạnh. Các loài cọ này chịu đựng được tuyết trong môi trường sinh sống của chúng và là loại cọ có thân cây cứng nhất.
Các loài thuộc chi Trachycarpus bị ấu trùng của một vài loài côn trùng thuộc bộ Cánh vẩy (Lepidoptera) phá hoại, như Paysandisia archon (thấy trên T. fortunei).